# Huńskie kotły

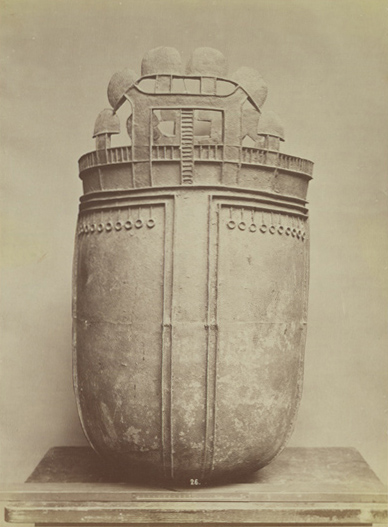
Kocioł huński

Huńskie kotły – typowy wytwór kultury materialnej Hunów. 
Pozwalają one zrekonstruować trasę wędrówek Hunów. Najdalej znaleziony na wschodzie okaz pochodzi z Kysyl-Adyr po wschodniej stronie środkowego biegu rzeki Ural; na zachodzie – z północnej Francji. Są też jednym z dowodów na to, że Hunowie umieli obrabiać metal.
Charakteryzują się kształtem dzwonowatym lub cylindrycznym. Część przydenna przechodzi w regularną lub nieco spłaszczoną półkulę. Ponad krawędź wystaje para, zwykle prostokątnych, masywnych uchwytów, które bardzo często zdobią wypustki w kształcie spłaszczonych grzybków. Korpus sporządzano z 2–4 odlewanych i nitowanych ze sobą części. Podstawę w formie ściętego stożka, odlewano osobno i nitowano ze spodem. Często się łamała. Wysokość kotła wynosi 35–100 cm. Największy znaleziony, w Törtel na Węgrzech, waży 40–50 kg. 
Kotły wykonywano z nieczystego brązu (świadczy o tym sporo zanieczyszczeń), prawdopodobnie przy zastosowaniu w produkcji miechów. Hunowie nie wykorzystywali natomiast do ich budowy zdobycznych rzymskich narzędzi. Ślady częstego reperowania świadczą, że były używane na potrzeby życia codziennego, a nie tylko do sporządzania ofiar dla bóstw. Prawdopodobnie przekazywano je z pokolenia na pokolenie. 
W grobie huńskiej księżniczki (świadczy o tym zdeformowana czaszka) w Jędrzychowicach na Śląsku znaleziono taki kocioł z kilkoma zwierzęcymi kośćmi w środku. Innymi zabytkami z tego grobu są: miedziana misa, złoty łańcuch oraz dwie złote wysadzane półszlachetnymi kamieniami sprzączki do pasa i butów. Pas okuto częściami złotego, wysadzanego kamieniami diademu. 
Oprócz kotłów, charakterystycznymi dla Hunów wyrobami są łuki refleksyjne, złote lub pozłacane diademy wysadzane półszlachetnymi kamieniami (zwł. almandynem) lub barwnym szkłem i zapinki, w których kabłąk przedstawiał cykadę, ulubiony huński motyw zdobniczy.